# Persea barbujana
Persea barbujana (Cav.) Mabb. & Nieto Fel., conocida en castellano como barbusano, es una especie de árbol perenne perteneciente a la familia Lauraceae. Es originaria de la Macaronesia.
Se trata de uno de los árboles que componen el bosque de laurisilva.

## Descripción

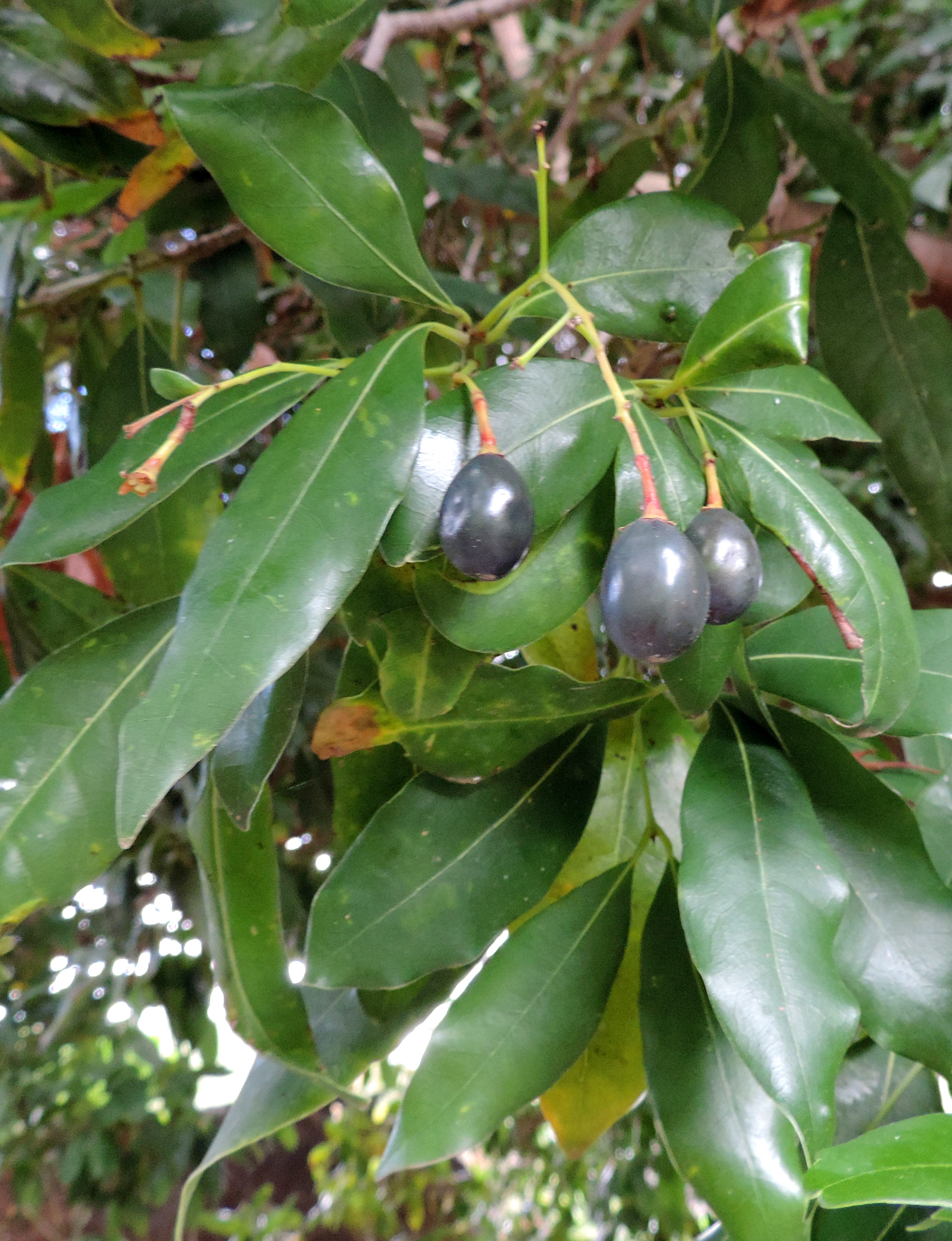
Detalle de los frutos.

Es un árbol de hasta 25 m de altura que se puede diferenciar por sus hojas ovaladas, brillantes y de color verde oscuro, con borde entero algo revoluto, sin glándulas junto al nervio principal y frecuentemente con agallas producidas por la picadura del ácaro específico Eriophyes barbujana. La floración es abundante, disponiéndose las flores en racimos. La flor es hermafrodita, de color amarillento. Los frutos son ovoides y alargados, de uno a dos centímetros, con una cúpula corta y adquiriendo en la madurez un color negruzco.

## Distribución y hábitat
Se trata de un endemismo de los archipiélagos macaronésicos de Canarias y de Madeira.
En Canarias está presente en todas las islas a excepción de Lanzarote y La Graciosa, siendo muy rara en Fuerteventura.
En Madeira se encuentra en la isla homónima y en Deserta Grande, estando considerada extinta en Porto Santo.
Es característica de los ambientes más secos y termófilos de los bosques de laurisilva. En Canarias crece entre los 300-1200 m s. n. m., mientras que en Madeira se localiza entre los 50-800 m s. n. m.

## Diversidad
Presenta dos subespecies aceptadas:
- P. barbujana subsp. barbujana, en todas las islas;
- P. barbujana subsp. ceballosii (Svent.), G.Kunkel,  endémica de la isla de La Gomera.

## Taxonomía
El taxón fue descrito originalmente como Laurus barbujana por el botánico español Antonio José de Cavanilles, siendo publicado en Anales de Ciencias Naturales en el año 1801. Como Apollonias barbujana fue publicado por el botánico alemán Alexander Karl Heinrich Braun en Verhandlungen des Vereins zur Beförderung des Gartenbaues in den Königlich Preussischen Staaten en 1852. Finalmente, en 2017 la especie fue transferida al género Persea como P. barbujana, siendo publicado por los botánicos David John Mabberley y Gonzalo Nieto Feliner en Mabberley's Plant-Book.
Etimología
- Persea: nombre genérico que deriva del griego perseia = de Persia.
- barbujana: epíteto latinizado a partir del nombre vernáculo barbuzano.
- ceballosii: epíteto dedicado al botánico español Luis Ceballos Fernández de Córdoba.

Sinonimia
Presenta los siguientes sinónimos:
- Apollonias barbujana (Cav.) A.Braun
- Apollonias canariensis (Willd.) Nees
- Laurus barbujana Cav.
- Laurus barbusana Lowe
- Laurus barbusano Hochst. ex Webb & Berthel.
- Laurus borbonia Meisn.
- Laurus canariensis Willd.
- Laurus carolinensis Meisn.
- Laurus foetens Brouss. ex Meisn.
- Laurus nitida Masson ex Meisn.
- Laurus reticulata Poir.
- Persea canariensis (Willd.) Spreng.
- Phoebe barbujana (Cav.) Webb & Berthel.

La subespecie ceballosii:
- Apollonias ceballosii Svent.

## Importancia económica y cultural
Tradicionalmente su madera oscura negra o rojiza, dura y resistente, ha sido apreciada en ebanistería.

## Estado de conservación
P. barbujana se encuentra catalogada como especie bajo preocupación menor en la Lista Roja de la UICN, ya que tiene una gran extensión de ocurrencia y no hay indicios de disminuciones actuales en la población. Sin embargo, la subespecie ceballosi tiene una extensión de presencia muy restringida y una población de solo 64 individuos.
Se encuentra protegida a nivel de la Comunidad Autónoma de Canarias por la Orden de 20 de febrero de 1991 sobre protección de especies de la flora vascular silvestre, incluyéndose la subespecie típica en su Anexo II, y la subsp. ceballosii en el Anexo I.
La subsp. ceballosii se encuentra además clasificada como en peligro crítico en el Atlas y Libro Rojo de la Flora Vascular Amenazada de España.

## Nombres comunes
Se conoce en las islas Canarias y en Madeira como barbusano o barbuzano.
Aunque algunos autores la daban en el pasado como una palabra de procedencia aborigen canaria, la opinión más generalizada es que se trata de un término de origen portugués, no conociéndose sin embargo su posible etimología.
En La Gomera se conoce a la subespecie ceballosi como barbusano blanco, por sus hojas y troncos más pálidos, mientras que a la subespecie típica se la denomina barbusano negro.